# Fänghål
Fänghål är ett urborrat hål i ett eldrör avsett för krutladdningen i ett mynningsladdat skjutvapen.  Genom hålet leds eld till laddningen, så att den tänds. Eftersom krutgasen rusar ut genom fänghålet, anfräts lätt dess väggar, som av den anledningen ofta är fodrade med koppar, som bättre motstår krutgasens verkningar. Denna fodring kallas tärning. 
Fänghålet kan täckas med metallskiva, kapell, för att förhindra att regn eller smuts kommer in i hålet när det inte används. Om det är en järndobb kallas det pinnkapell.